# قطلب أونيدو
قطلب أو قطلب أونيدو   التوت في المغرب، اللنج أو الشماري أو قطلب أو قاتل أبيه أو بج أو الجناء الأحمر أو مشمش بري نوع نباتي شجيري صغير دائم الخضرة من جنس القطلب ينتمي إلى الفصيلة الخلنجية (باللاتينية: Ericaceae).

## الانتشار
موطنه الأصلي المشرق العربي وشمال إفريقيا وشمال البحر الأبيض المتوسط.

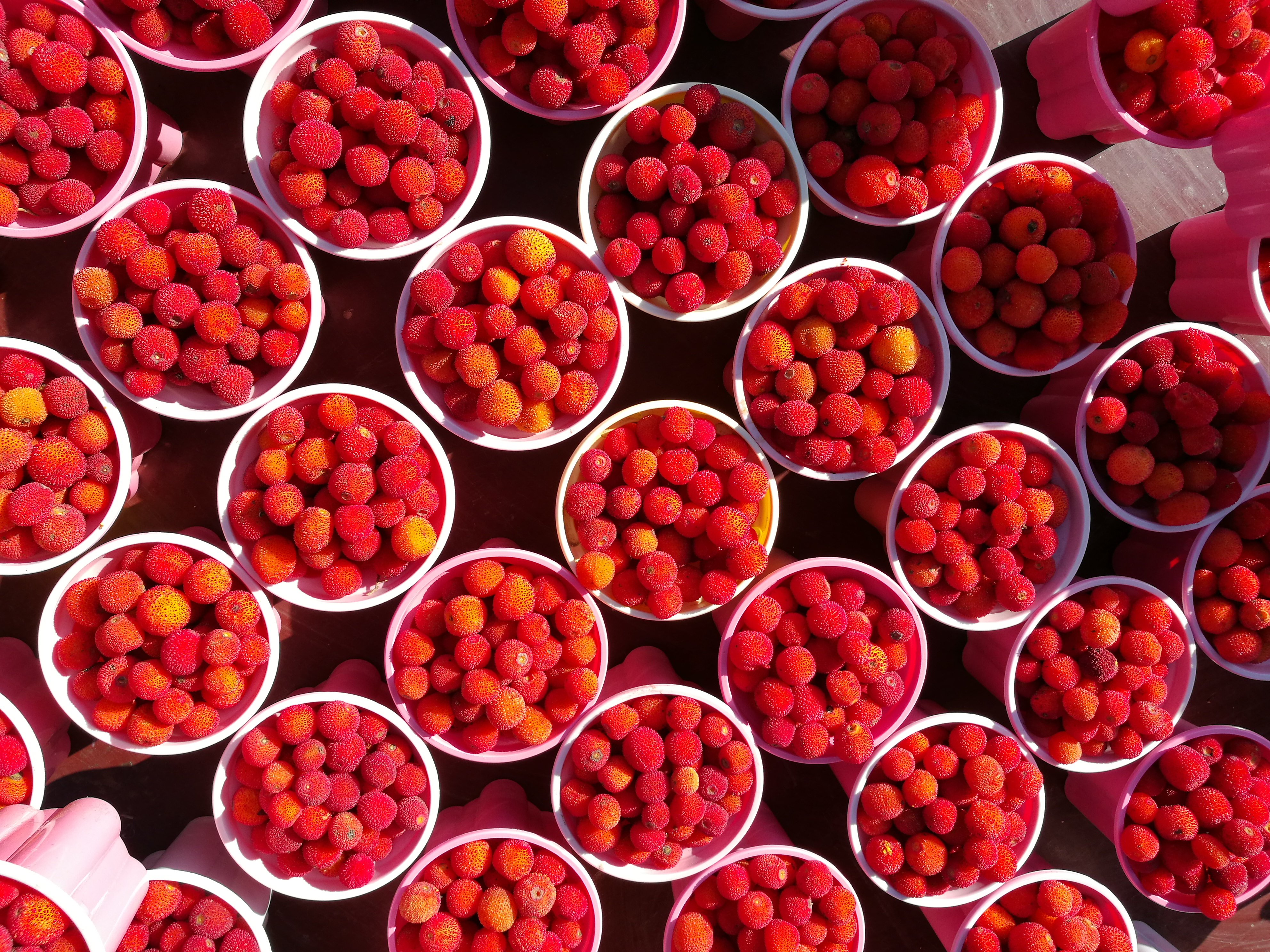
منصة بيع في الجزائر
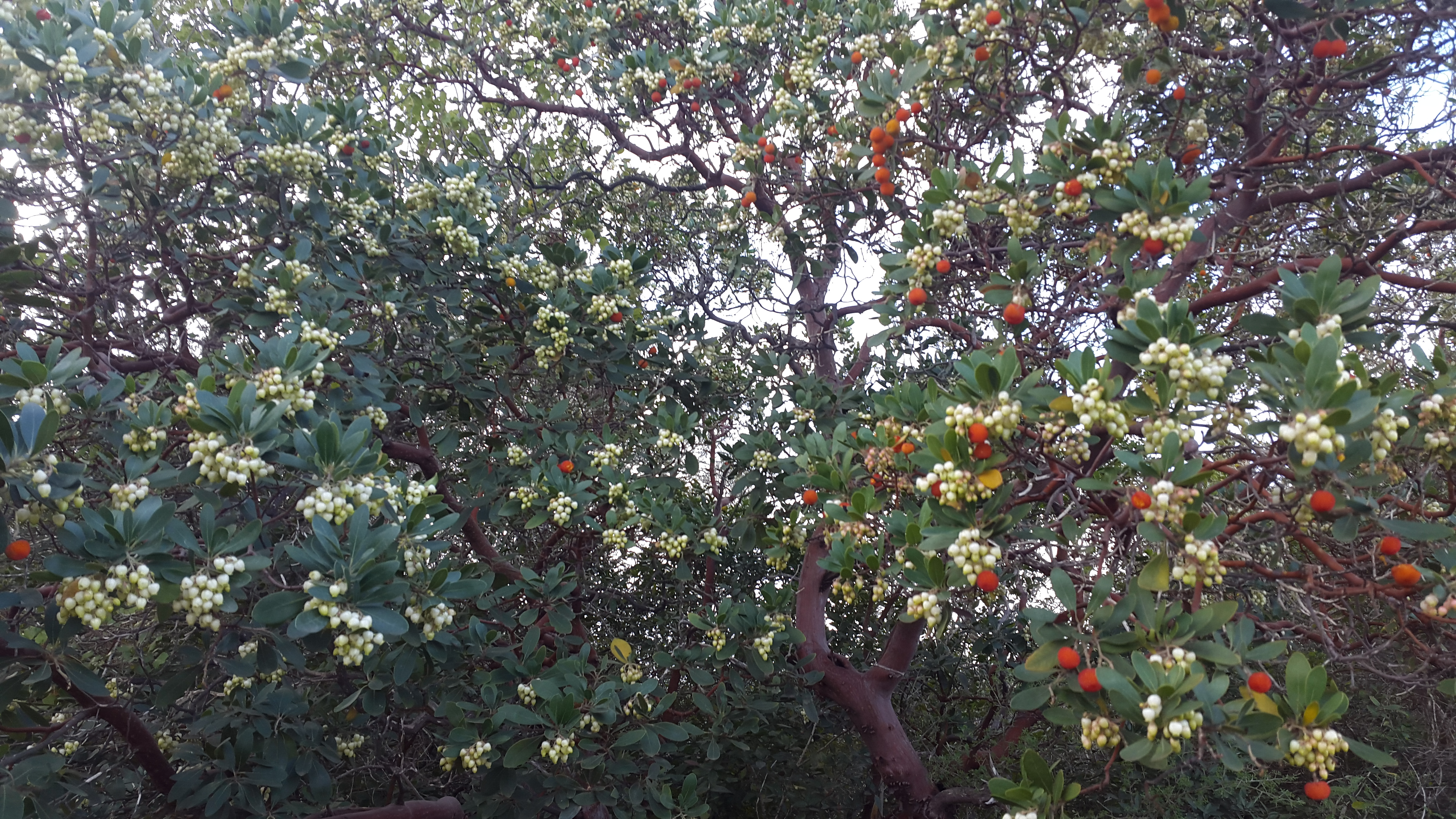
القطلب او المعروف محلياً الشماري بالقرب من البيضاء في ليبيا